# Bismarck Kuyon
Bismarck Normu Kuyon (le 15 septembre 1939 et 12 février 2014) est un homme politique et éducateur libérien. Il a été législateur dans les années 1970, et retournera à la politique pendant la première guerre civile libérienne. En 1993, il a été choisi par les factions belligérantes pour devenir chef de l'exécutif du Gouvernement national de transition du Libéria (GND), mais sa nomination a été retirée avant l'installation du Gouvernement international de transition.